# 飯塚 (川口市)
飯塚（いいづか）は、埼玉県川口市の町名。現行行政地名は飯塚一丁目から飯塚四丁目。住居表示実施地区。郵便番号は332-0023。

## 地理
川口市の南部に位置する。京浜東北線川口駅の西口近辺に広がる。南側は荒川の堤防が境界となっている。主に住宅地として利用されており、超高層マンションが増加している。

## 歴史
かつては当町域よりも広い範囲をもって飯塚村を形成していたが、明治の大合併により横曽根村となった。

### 沿革
もとは江戸期より存在した足立郡平柳領に属する飯塚村であった。
- 1889年（明治22年）4月1日 - 町村制施行に伴い、横曽根村・飯塚村・浮間村が合併し、横曽根村が成立する。飯塚村は横曽根村の大字飯塚となる。
- 1933年（昭和8年）4月1日 - 川口町、青木村、横曽根村、南平柳村を合併し、川口市が発足、川口市の大字となる。
- 1939年（昭和14年） - 大字飯塚から飯塚町一丁目〜三丁目が成立する[5]。また、大字飯塚の一部が錦町（1935年発足、現在の川口の一部。）の一部となる[6][5]。大字飯塚は消滅する。
- 1974年（昭和49年）9月1日 - 住居表示実施に伴い飯塚町一丁目〜三丁目から飯塚一丁目〜四丁目が成立した[7]。また同日、飯塚町三丁目の一部は飯原町や原町の各一部となっている。また同日、飯塚町一丁目の一部は川口一丁目・三丁目の一部となっている[7]。飯塚町一丁目〜三丁目は消滅する。

## 世帯数と人口
2018年（平成30年）3月1日現在の世帯数と人口は以下の通りである。
| 丁目       | 世帯数    | 人口     |
| ---------- | --------- | -------- |
| 飯塚一丁目 | 1,786世帯 | 3,452人  |
| 飯塚二丁目 | 1,914世帯 | 4,141人  |
| 飯塚三丁目 | 1,567世帯 | 3,203人  |
| 飯塚四丁目 | 1,065世帯 | 2,107人  |
| 計         | 6,332世帯 | 12,903人 |

## 小・中学校の学区
市立小・中学校に通う場合、学区（校区）は以下の通りとなる。
| 丁目       | 番地 | 小学校             | 中学校           |
| ---------- | ---- | ------------------ | ---------------- |
| 飯塚一丁目 | 全域 | 川口市立飯塚小学校 | 川口市立西中学校 |
| 飯塚二丁目 | 全域 | 川口市立飯塚小学校 | 川口市立西中学校 |
| 飯塚三丁目 | 全域 | 川口市立飯塚小学校 | 川口市立西中学校 |
| 飯塚四丁目 | 全域 | 川口市立飯塚小学校 | 川口市立西中学校 |

## 交通

### 道路
- 環状線通り
- 妙仙寺浮間通り

## 施設
川口駅に近い地区の北東部に高層マンションが林立する。
- 川口市立西公民館
- 川口飯塚郵便局
- プラウドタワー川口
- スカイマークタワー川口
- ライオンズプラザ川口
- ソルクレスト川口ザ・タワー
- ドリームタワーキュアレジデンス
- 全日本トイガン安全協会
- 川口市立飯塚小学校
- 日本産業専門学校
- 共生幼稚園
- りとるうぃず 川口西口保育園
- 飯塚氷川神社
- 最勝院
- 飯塚一丁目公園
- 飯塚三丁目公園

## 関連文献
- 「飯塚村」『新編武蔵風土記稿』 巻ノ140足立郡ノ6、内務省地理局、1884年6月。NDLJP:763998/15。